# Frontera entre Mali i Mauritània
La frontera entre Mali i Mauritània és la línia fronterera de traçat nord-sud i est-oest, enmig del desert del Sahara que separa el nord-oest de Mali del sud-est de Mauritània a l'Àfrica oriental, separant les regions mauritanes d'Adrar, Tiris Zemmour, Hodh Ech Chargui, Hodh el Gharbi, Guidimaka i Assaba de les regions malianes de Tomboctou, Ségou, Koulikoro i Kayes. Té 2.237 km de longitud, una de les més llargues d'Àfrica, en una zona gairebé inaccessible, considerat gairebé una terra de ningú

## Traçat
La frontera s'estén entre dos trifinis: Mali- Mauritània-Senegal al sud i Mali-Mauritània-Algèria al nord. És formada per tres trets quasi retil·linis, en la seqüència a seguir:
- Al costat del paral·lel 15° nord
- pròxim i quasi paral·lel al meridià 4 a l'Oest
- Un tram més curt sobre el paral·lel 25° nord

Els principals punts de control es troben a Ayunu l-Atrus a Mauritània i Nioro a Mali.

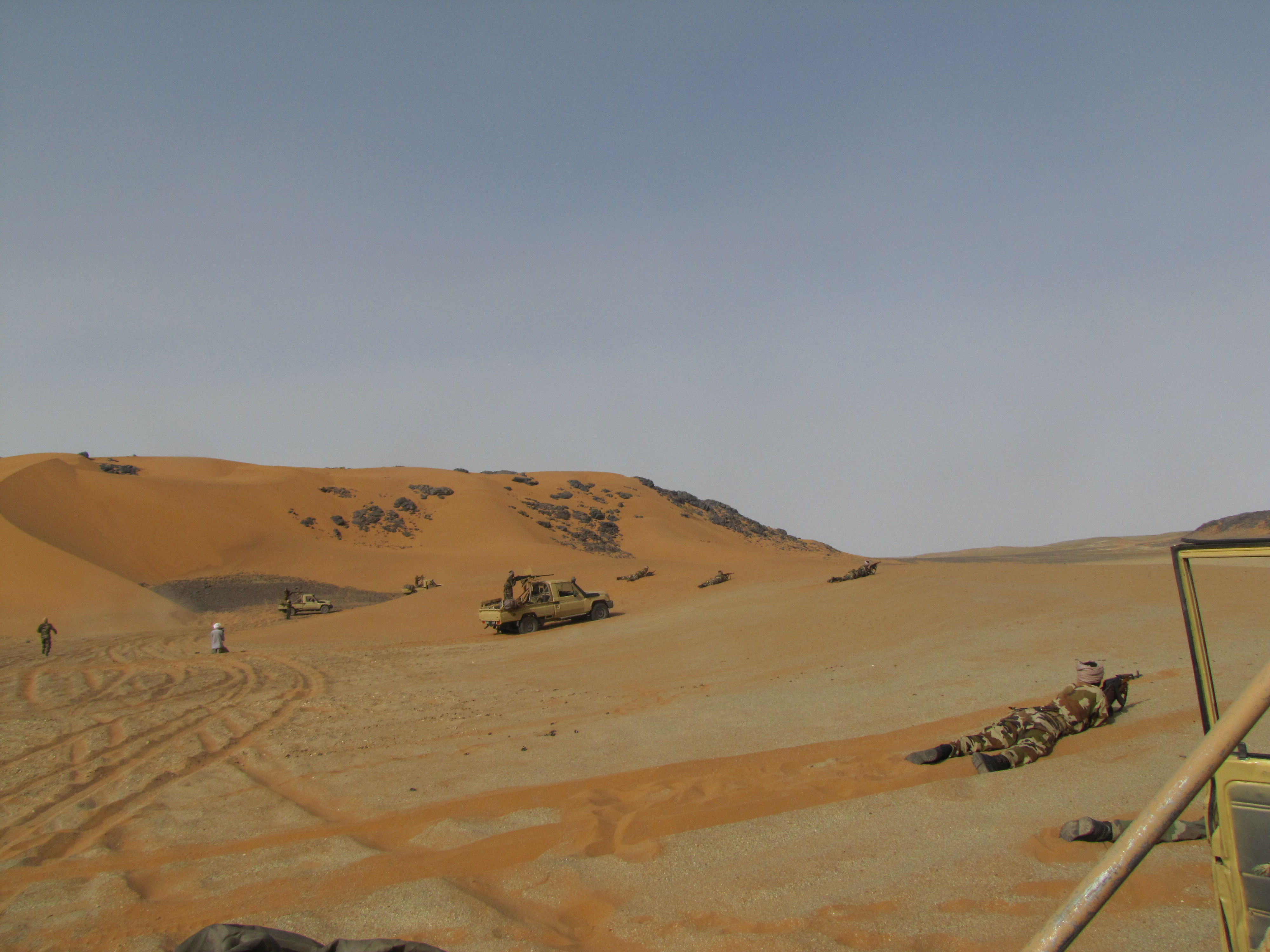
Exercicis militars mauritans vora la frontera (2010)